# Melieria omissa
Melieria omissa är en tvåvingeart som först beskrevs av Johann Wilhelm Meigen 1826.  Melieria omissa ingår i släktet Melieria och familjen fläckflugor. Arten är reproducerande i Sverige. Inga underarter finns listade i Catalogue of Life.